# Hiromasa Yonebayashi

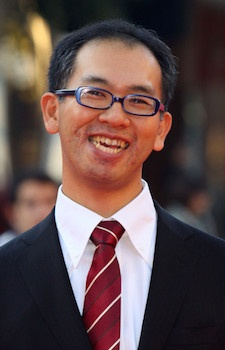
Hiromasa Yonebayashi

Hiromasa Yonebayashi (Nonoichi, Ichikawa, 10 de julho de 1973) é um animador e cineasta japonês. Como reconhecimento, foi nomeado ao Oscar 2016 na categoria de Melhor Filme de Animação por Omoide no Marnie.